# Kubin
Kubin (mađ. Köblény, nje. Kewling) je selo u južnoj Mađarskoj. 
Zauzima površinu od 8,04 km četvorna.

## Zemljopisni položaj
Nalazi se sjeverno od gore Mečeka (mađ. Mecsek), na 46°18' sjeverne zemljopisne širine i 18°18' istočne zemljopisne dužine. Obližnja sela Bikala i Egyházaskozár se nalaze 4 km prema sjeveru, Maroca 3 km prema istoku te Slatnik i Kárász 2 km prema jugu.

## Upravna organizacija
Upravno pripada komlovskoj mikroregiji u Baranjskoj županiji. Poštanski broj je 7334.

## Povijest
1325. se spominje kao Kubli.

## Stanovništvo
U Kubinu živi 290 stanovnika (2005.). Mađari su većina. Nijemci čine 3,1%, Romi čine 2,8% stanovništva. Preko 73% stanovnika su rimokatolici, 8% je kalvinista te ostali.
Povijesna naseljenost:
| God.  | Br. st. |
| ----- | ------- |
| 1930. | 556     |
| 1970. | 398     |
| 2002. | 302     |
| 2006. | 297     |

## Vanjske poveznice
- (mađ.) Köblény Önkormányzatának honlapja
- Kubin na fallingrain.com